# One of Us (Hell Is for Heroes)
One of Us è un singolo del gruppo post-hardcore britannico Hell Is for Heroes, pubblicato nel 2004.
È arrivato in 71ª posizione nella Official Singles Chart.

## Tracce
1. One of Us – 2:48
2. Discos and Casinos – 3:29

## Formazione
- Justin Schlosberg - voce
- William McGonagle - chitarra
- Tom O'Donoghue - chitarra
- Jamie Findlay - basso
- Joseph Birch - batteria